# National Representative System of Marine Protected Areas

NRSMPA est l'abréviation de National Representative System of Marine Protected Areas. Le système australien NRSMPA consiste en l’élaboration d’un réseau de protection environnementale à grande échelle. Il constitue un effort de gestion intégrée de toutes les zones maritimes protégées situées dans la zone d’exploitation exclusive (EEZ : Exploitation Exclusive Zone) australienne hormis le territoire australien situé en Antarctique.
L'origine du système NRSMPA remonte aux années 1990 et, plus précisément, à la ratification par l’Australie de la Convention pour la Diversité Biologique le 18 juin 1993, après l’avoir préalablement signée lors du Sommet de la Terre de Rio de Janeiro le 5 juin 1992.
L’ensemble du système couvre une surface d’environ 64 800 000 hectares, ce qui représente environ 7 % de la Zone d’Exploitation Exclusive (ZEE) couvrant elle 900 000 000 hectares. L’objectif final annoncé est de couvrir près de 90 % de la ZEE et ce à partir de 2012.
La gestion des zones elles-mêmes est confiée aux agences gouvernementales australiennes. Considérant que c’est la législation de chaque juridiction qui prévaut, on comprendra que l’un des plus gros avantages du NRSMPA est l’intégration du système au travers de l’organisation de coopérations inter-juridictionnelles. Ces coopérations rassemblent tant le gouvernement fédéral (dit de «Commonwealth ») que ceux des états concernés. Les pouvoirs locaux ainsi que la communauté scientifique sont également compris dans le processus de création et de contrôle des zones désignées, en particulier pour en définir les limites.
En dernière instance, c’est toujours le ministre responsable qui avalise l’intégration de la zone à protéger dans le système NRSMPA.
Afin d’assurer la pérennité des zones de protection NRSMPA, un système de contrôle et d’évaluation des performances a été mis en place. Il est basé sur un modèle standard de rapport dont le modèle de départ est appelé « The Sate of the Environment » (SoE). Ce modèle mobilise nombre de dimensions différentes qui vont d’indicateurs chimiques, physiques, biologiques ou encore socioéconomiques. 